# Marsha P. Johnson

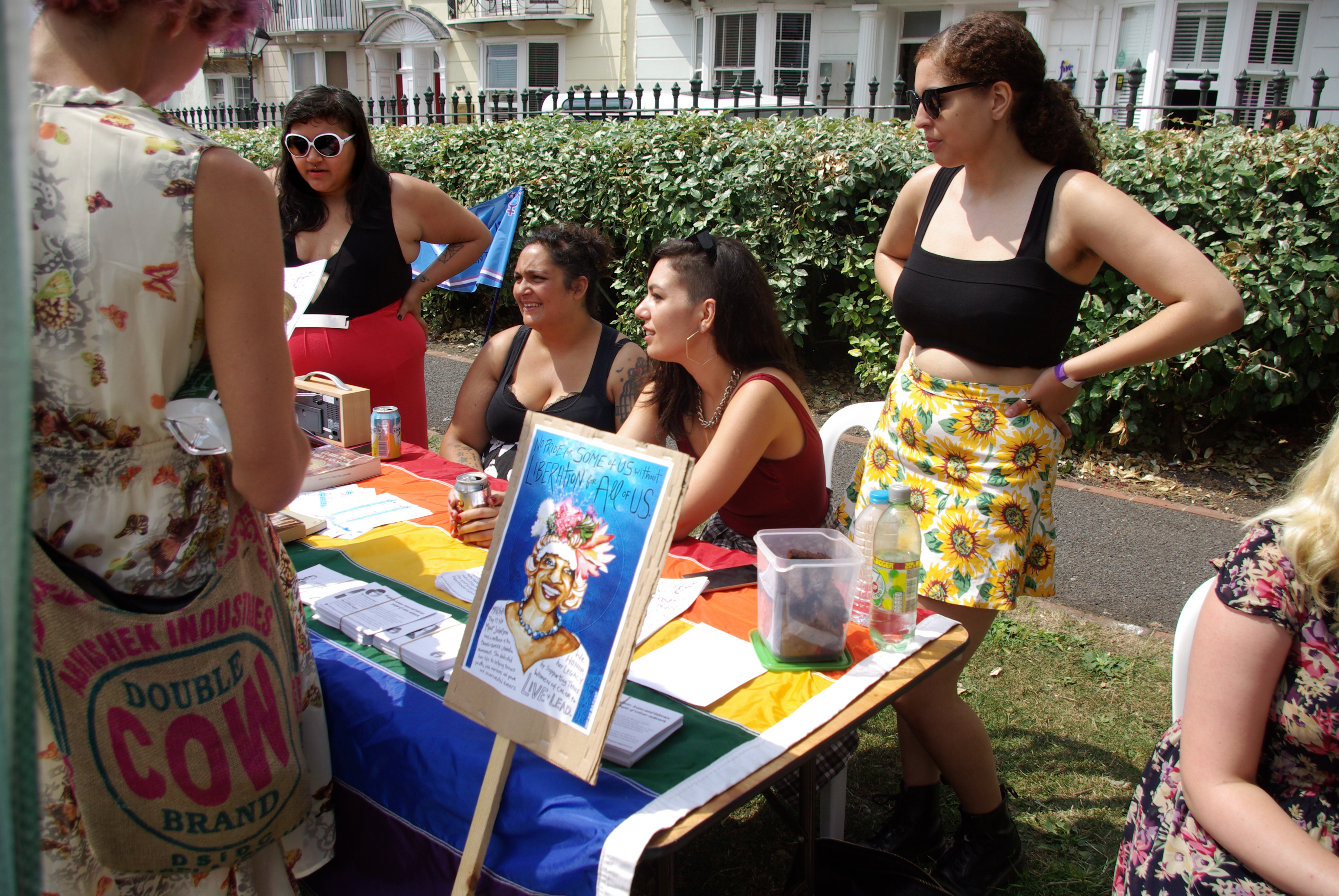
Een demonstratiebord aan de tafel van de organisatie Queer, Trans and Intersex People Of Colour Network met daarop een afbeelding van Johnson, gezien op de Trans Pride 2014 in Brighton

Marsha P. Johnson (Elizabeth, 24 augustus 1945 – New York, 6 juli 1992) was een Amerikaans activist en dragqueen. Als veteraan van de Stonewall-protesten was Johnson een populair figuur van de jaren 1960 tot de jaren 1990 in de New Yorkse kunst- en homowereld. Marsha wordt vaak gezien als de eerste publieke transgender.

## Biografie
Johnson, geboren als Malcolm Michaels, was een van de bekendste dragqueens van New York en stond bekend als een van de prominentste vechters tijdens de Stonewall-protesten. Begin jaren 1970 richtten Johnson en een goede vriendin Sylvia Rivera de Street Transvestite Action Revolutionaries (STAR) op. Samen waren zij zichtbaar op veel homorechtendemonstraties en directe politieke acties. In de jaren 1980 ging Marsha verder met haar activisme met ACT UP. Samen met Rivera was Marsha de moeder van STAR House, een organisatie voor homo's en transgenders waarmee ze voedsel en kleding inzamelden voor de jonge dragqueens, transvrouwen en straatkinderen van de docks op Christopher Street (New York) en onderdak bood in hun huis in de Lower East Side.
Ooit vroeg een rechter haar waar de P in haar naam voor staat en Johnson antwoordde: "Pay it no mind" (let er niet op). In 1974 werd Marsha P. Johnson gefotografeerd door de beroemde kunstenaar Andy Warhol als deel van zijn fotoserie ladies and gentlemen. Johnson was ook lid van Warhols dragqueengroep Hot Peaches.
In juli 1992 werd Marsha dood gevonden in de Hudson-rivier na een Pride-optocht. De politie onderzocht de zaak niet en deed het af als zelfmoord. Twintig jaar later, in november 2012, werd de zaak heropend omdat rekening gehouden werd met moord.

## Eerbetoon
Slechts twee dagen voor haar dood werd Johnson nog uitgebreid geïnterviewd over haar leven. Dit materiaal is te zien in de documentaire Pay it No Mind: The Life and Times of Marsha P. Johnson uit 2012, geregisseerd door Michael Kasino en Richard Morrison. Naast het interviewmateriaal werden ook veel van haar goede vrienden geïnterviewd en werd duidelijk wat zij voor invloed heeft gehad. De documentaire is te bekijken op YouTube.
De band Antony and the Johnsons, geleid door zangeres Anohni, werd vernoemd naar Johnson en hun lied River of Sorrow is gebaseerd op Johnsons dood. Dit lied is ook te horen in de Pay it No Mind-documentaire.
In 2017 bracht Netflix een nieuwe documentaire uit over Marsha getiteld The Death and Life of Marsha P. Johnson.
In 2021 bracht YouTube ster Nikki Tutorials een hommage aan Marsha door tijdens het Met Gala in New York een jurk te dragen geïnspireerd op Marsha met de woorden Pay It No Mind op een lint en een kroon gebaseerd op de beroemde foto van Marsha waarop ze getooid is met bloemen in haar haar.